# 도이체 오퍼 베를린

로고

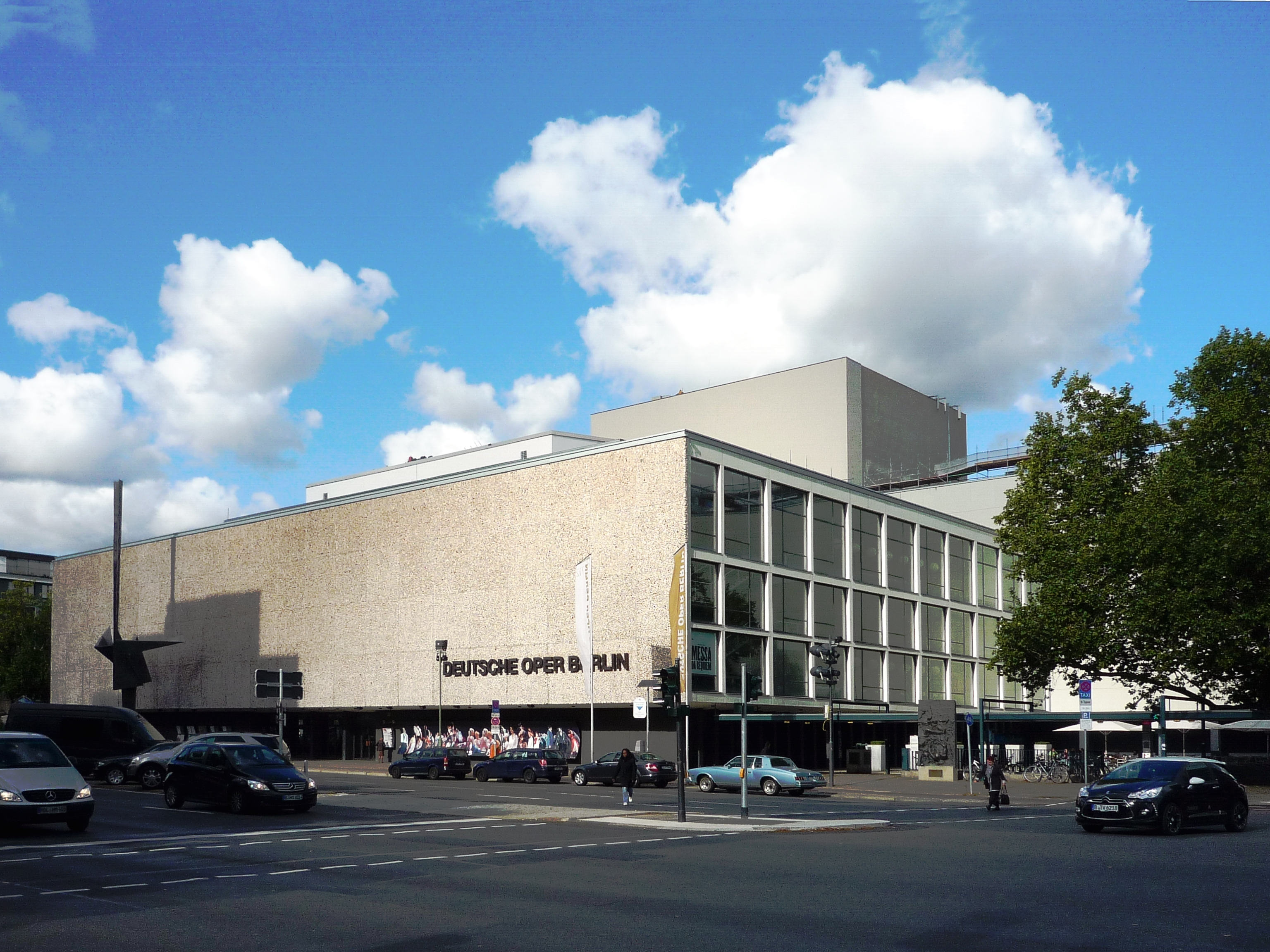
오페라극장의 모습

도이체 오퍼 베를린(Deutsche Oper Berlin)은 독일 베를린 샤를로텐부르크 지역에 위치한 독일 오페라단이다. 상주 건물은 독일에서 두 번째로 큰 오페라 하우스(뮌헨 다음으로)이며 베를린 국립 발레단의 본거지이다.
2004년부터 베를린 독일 오페라극장은 베를린 국립 오페라, 베를린 코미쉐 오퍼, 베를린 국립 발레단, 뷔넨서비스 베를린(Bühnenservice Berlin, 무대 및 의상 디자인)과 같이 베를린 오페라 재단의 회원이 되었다.